# Rue de Hesse
Rue de Hesse är en återvändsgata i Quartier des Archives i Paris tredje arrondissement. Gatan är uppkallad efter Hôtel de Hesse, vilket tillhörde huset Hesse. Rue de Hesse börjar vid Rue Villehardouin 14.

## Omgivningar
- Saint-Denys-du-Saint-Sacrement
- Jardin Arnaud Beltrame
- Allée Arnaud Beltrame
- Hôtel d'Ecquevilly
- Square Saint-Gilles-Grand-Veneur – Pauline-Roland
- Jardin Berthe-Weill
- Rue Barbette
- Rue Villehardouin
- Impasse Saint-Claude
- Rue Saint-Claude
- Rue Sainte-Anastase
- Rue Debelleyme

## Bilder
| - Gatuskylt. - Platsen där Rue de Hesse möter Rue Villehardouin. - Saint-Denys-du-Saint-Sacrement. - Square Saint-Gilles-Grand-Veneur – Pauline-Roland. |

## Kommunikationer
- Tunnelbana – linje  – Chemin Vert
- Busshållplats Saint-Claude – Paris bussnät, linje 96

### Webbkällor
- ”Rue de Hesse”. Mairie de Paris. https://web.archive.org/web/20150910070319/http://www.v2asp.paris.fr/commun/v2asp/v2/nomenclature_voies/Voieactu/4550.nom.htm. Läst 21 oktober 2023.
- ”Rue de Hesse”. Les rues de Paris. https://web.archive.org/web/20190929115704/http://www.parisrues.com/rues03/paris-03-rue-de-hesse.html. Läst 21 oktober 2023.